# Mosjön, Hälsingland
Mosjön är en sjö i Bollnäs kommun i Hälsingland och ingår i Testeboåns huvudavrinningsområde. Sjön är 11 meter djup, har en yta på 2,13 kvadratkilometer och befinner sig 285 meter över havet. Sjön avvattnas av vattendraget Moån. Vid provfiske har abborre, gädda och mört fångats i sjön.

## Delavrinningsområde
Mosjön ingår i det delavrinningsområde (677225-153465) som SMHI kallar för Utloppet av Mosjön. Medelhöjden är 295 meter över havet och ytan är 9,15 kvadratkilometer. Räknas de 3 avrinningsområdena uppströms in blir den ackumulerade arean 17,39 kvadratkilometer. Moån som avvattnar avrinningsområdet har biflödesordning 2, vilket innebär att vattnet flödar genom totalt 2 vattendrag innan det når havet efter 73 kilometer. Avrinningsområdet består mestadels av skog (67 procent). Avrinningsområdet har 2,13 kvadratkilometer vattenytor vilket ger det en sjöprocent på 23,3 procent.